# Phorbia subfascicularis
Phorbia subfascicularis är en tvåvingeart som beskrevs av Masayoshi Suwa 1994. Phorbia subfascicularis ingår i släktet Phorbia och familjen blomsterflugor. Arten är reproducerande i Sverige. Inga underarter finns listade i Catalogue of Life.